# مهدي محمد غزالي
مهدي محمد غزالي (ولد في 5 يوليو 1979)، الذي عرف في وسائل الإعلام سابقًا باسم كوبا-سويدي (بالسويدية: Mehdi Ghezali)‏، هو مواطن سويدي من أصل جزائري-فنلندي، والذي اتهمته الولايات المتحدة الأمريكية بأنه مقاتل غير شرعي، وأودعته معسكر الاعتقال في خليج غوانتانامو في كوبا، في الفترة من يناير 2002 إلى يوليو 2004. قبل اعتقاله، إرتاد مهدي غزالي مدرسة إسلامية في أحد المساجد في المملكة المتحدة، وذلك قبل سفره إلى المملكة العربية السعودية وأفغانستان، ثم استقر أخيرًا في باكستان حيث تم اعتقاله. وبعد إطلاق سراحه، لم تكترث الحكومة السويدية بالتهم الجنائية التي كانت موجهة ضده لسوء السلوك الإجرامي قبل اعتقاله ولم تحقق فيها.
ووفقًا لأخبار ستوكهولم، ادعى مسؤولي الأمن الباكستاني، أن غزالي مشتبه في تورطه في تمرد في السجن قتل بسببه 17 شخصا، وهو الاتهام الذي نفاه غزالي. في 28 أغسطس 2009، تم القبض على رجل يحمل جواز سفر غزالي، وهو يحاول عبور حدود أفغانستان، وتبين أنه أحد مسؤولي الأمن الباكستانيين. ووفقا لوكالة أنباء أسوشيتد برس، فإن غزالي كان واحد من 156 من مقاتلين القاعدة الذين تم القبض عليهم أثناء فرارهم من جبال تورا بورا.